# Petlawad
Petlawad é uma cidade e uma nagar panchayat no distrito de Jhabua, no estado indiano de Madhya Pradesh.

## Geografia
Petlawad está localizada a 23° 00′ N, 74° 48′ L. Tem uma altitude média de 388 metros (1272 pés).

## Demografia
Segundo o censo de 2001, Petlawad tinha uma população de 12,419 habitantes. Os indivíduos do sexo masculino constituem 51% da população e os do sexo feminino 49%. Petlawad tem uma taxa de literacia de 71%, superior à média nacional de 59.5%: a literacia no sexo masculino é de 79% e no sexo feminino é de 62%. Em Petlawad, 15% da população está abaixo dos 6 anos de idade.